# Rue Notre-Dame-de-Nazareth
Pour les articles homonymes, voir Rue de Nazareth.
La rue Notre-Dame-de-Nazareth est une rue du 3e arrondissement de Paris.

## Situation et accès
Située dans la partie nord-ouest du quartier du Temple, la rue est parallèle au boulevard Saint-Martin depuis le carrefour Strasbourg – Saint-Denis jusqu'à la place de la République. Elle fait partie du triangle des Arts-et-Métiers, formant l'une des trois parallèles de celui-ci avec la rue Meslay et la rue du Vertbois, qui opère une transition entre le Sentier et le Marais. 
Ce site est desservi par les stations de métro Temple, Arts-et-Métiers, République, et Strasbourg - Saint-Denis.

## Origine du nom
Le nom de la rue fait référence au couvent des pères de Nazareth, situé rue du Temple, entre la rue Notre-Dame-de-Nazareth au nord et la rue Neuve-Saint-Laurent (rue du Vertbois) au sud,. Le couvent, investi en 1630 et décrit comme n'ayant « rien de remarquable », est vendu comme bien national le 21 nivôse an VII (10 janvier 1799). À son emplacement, est tracé la rue de Turbigo.

## Historique
La rue, construite sur une des anciennes voiries de Paris, porte jusqu'en 1630 le nom « rue Neuve-Saint-Martin » d'une part et d'autre part « rue du Ponceau ». Elle prend son nom actuel à cette époque. La rue Neuve Saint-Martin était ainsi appelée dès 1421, et se retrouve parfois désignée sous le nom de rue du Mûrier ou de rue de l’Égout Saint-Martin. La rue du Ponceau, elle, a été établie sous ce nom en 1605, à l'emplacement d'un égout. 

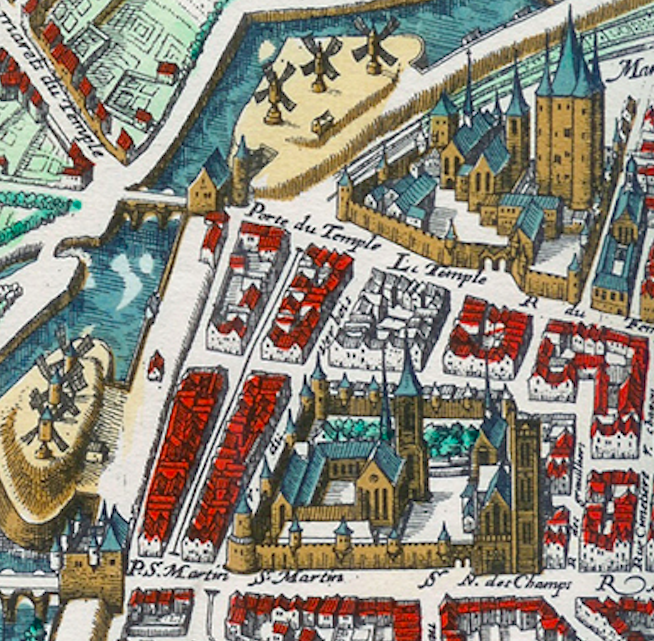
La rue sur le plan de Mérian (1615).

Lors des travaux de création des égouts de Paris, Eugène Belgrand confirme que le quartier a servi de voirie durant de nombreuses années à Paris : « J'ai trouvé dans la rue Notre-Dame-de-Nazareth, au fond d'une de ces fouilles, une couche épaisse d'un terreau noir et compact provenant évidemment d'un ancien dépôt de matières fécales. »
La rue appartient historiquement au bourg Saint-Martin-des-Champs, dépendant du prieuré éponyme. 
Vers 1726, l'architecte Nicolas Pineau, l'un des inventeurs du style rococo, rentre de la cour de Russie et s'établit dans la rue avec sa famille. 
En 1762, la comtesse de Boufflers vient s'y établir, dans un petit hôtel particulier près de l’enclos du Temple. Jusqu’en 1789, elle y tient un salon d'importance, haut lieu de l’anglomanie à Paris. Elle reçoit les encyclopédistes comme Denis Diderot, mais aussi David Hume, Grimm, l’abbé Prévost, l’abbé Morellet, Beaumarchais, et particulièrement Jean-Jacques Rousseau, avec qui elle entretient une longue relation amicale. 
En 1791, à la faveur d'une loi favorisant la liberté des entreprises théâtrales, le Théâtre d'Émulation (puis Théâtre du Doyen), récemment construit dans la rue, ouvre ses portes. Il ferme dans les années 1820. 
En 1805, la rue est agitée par des réunions mystérieuses au domicile du peintre Swebach-Desfontaines : « Pendant 48 heures, une main, ou plutôt cent mains invisibles ont fait pleuvoir par les fenêtres, par les cheminées, par les soupiraux de la cave, des tessons de bouteilles qui ont grièvement blessé plusieurs personnes ». Les auteurs sont vite arrêtés : ce sont des « sorciers » (en vérité un physicien et ses comparses) qui ont secoué les meubles de la maison grâce à un système électrique passant à travers le mur mitoyen. 
Le 18 février 1851, une décision ministérielle réunit la rue Notre-Dame-de-Nazareth — qui était alors située entre la rue du Temple à l'est et la rue du Pont-Aux-Biches (rue Volta) et l'impasse du Pont-Aux-Biches, à l'ouest — à la rue Neuve-Saint-Martin — entre la rue du Pont-aux-Biches à l'est et la rue Saint-Martin à l'ouest. 

En 1853, Jules Michelet et sa femme rentrent de Nantes à Paris et s'installent dans la rue. C'est l'avant-dernière demeure parisienne de l'historien. 

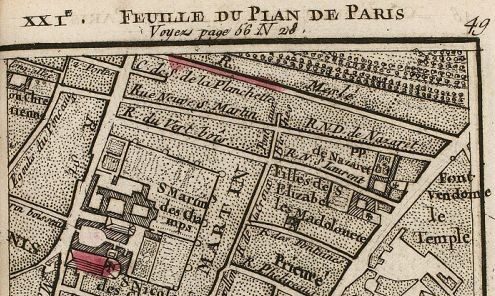
La rue Notre-Dame-de-Nazareth en 1758, avec le couvent des Pères Pénitents de Nazareth.
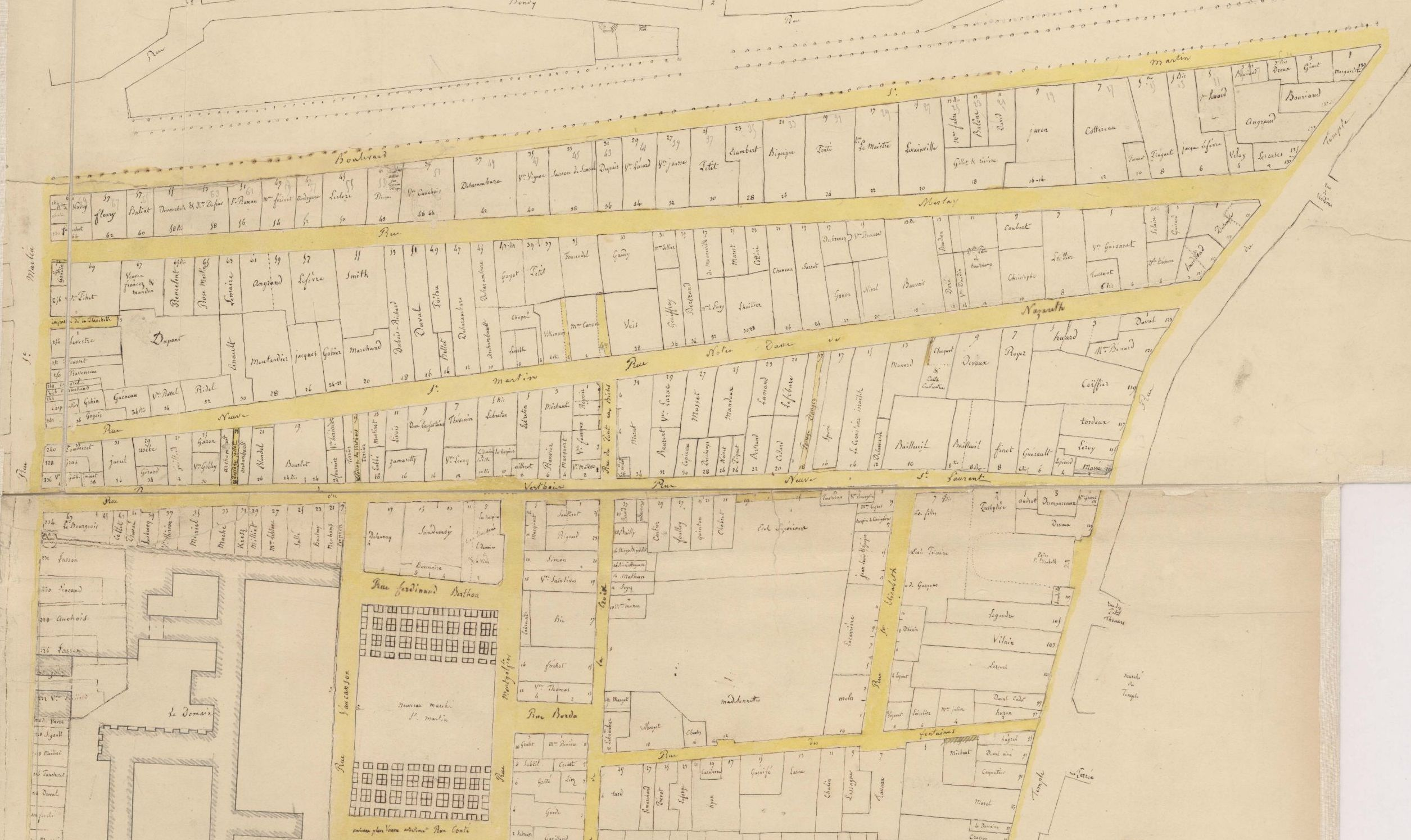
La rue Notre-Dame-de-Nazareth vers 1830, avant sa fusion avec la rue Neuve Saint-Martin.
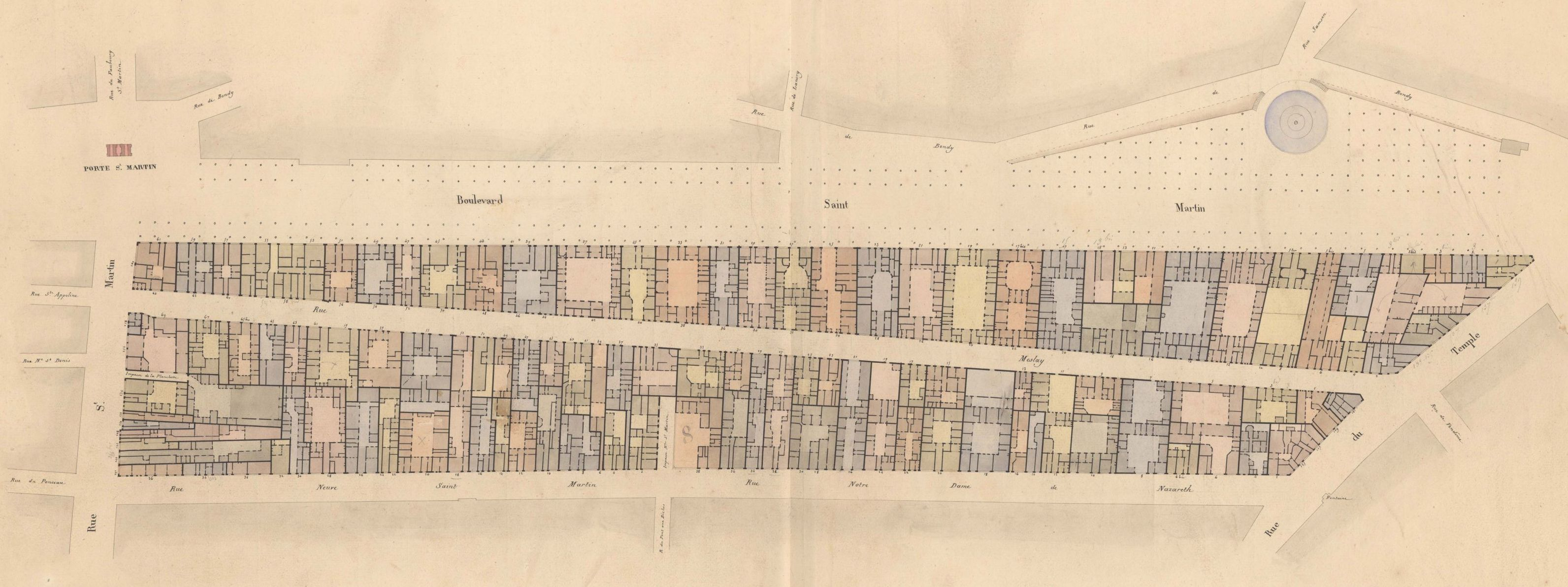
La rue Notre-Dame-de-Nazareth et ses îlots vers 1830.
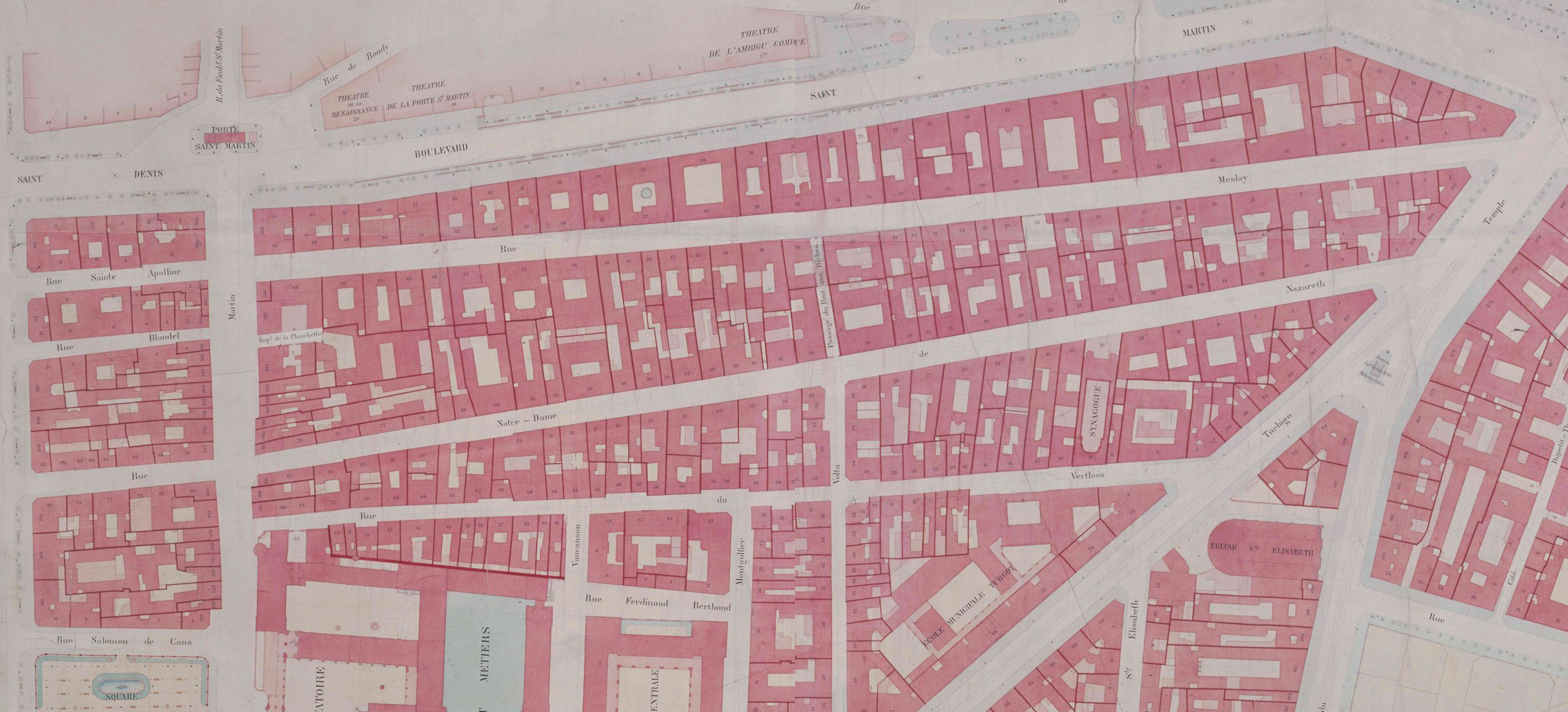
La rue Notre-Dame-de-Nazareth vers 1860, après le percement de la rue de Turbigo.

En 1864, la partie de la rue du Ponceau située entre la rue Saint-Martin et le nouveau boulevard de Sébastopol est rattachée à la rue Notre-Dame-de-Nazareth.
Dès les années 1830, grande époque des passages parisiens, l'on réclame un passage traversant la rue Notre-Dame-de-Nazareth et la rue Meslay, pour rejoindre le boulevard Saint-Martin depuis la rue du Temple. L'impasse du Pont-aux-Biches est transformé vers 1881 en passage (passage du Pont-aux-Biches), prolongé au nord par le passage des Orgues et le passage Meslay. 

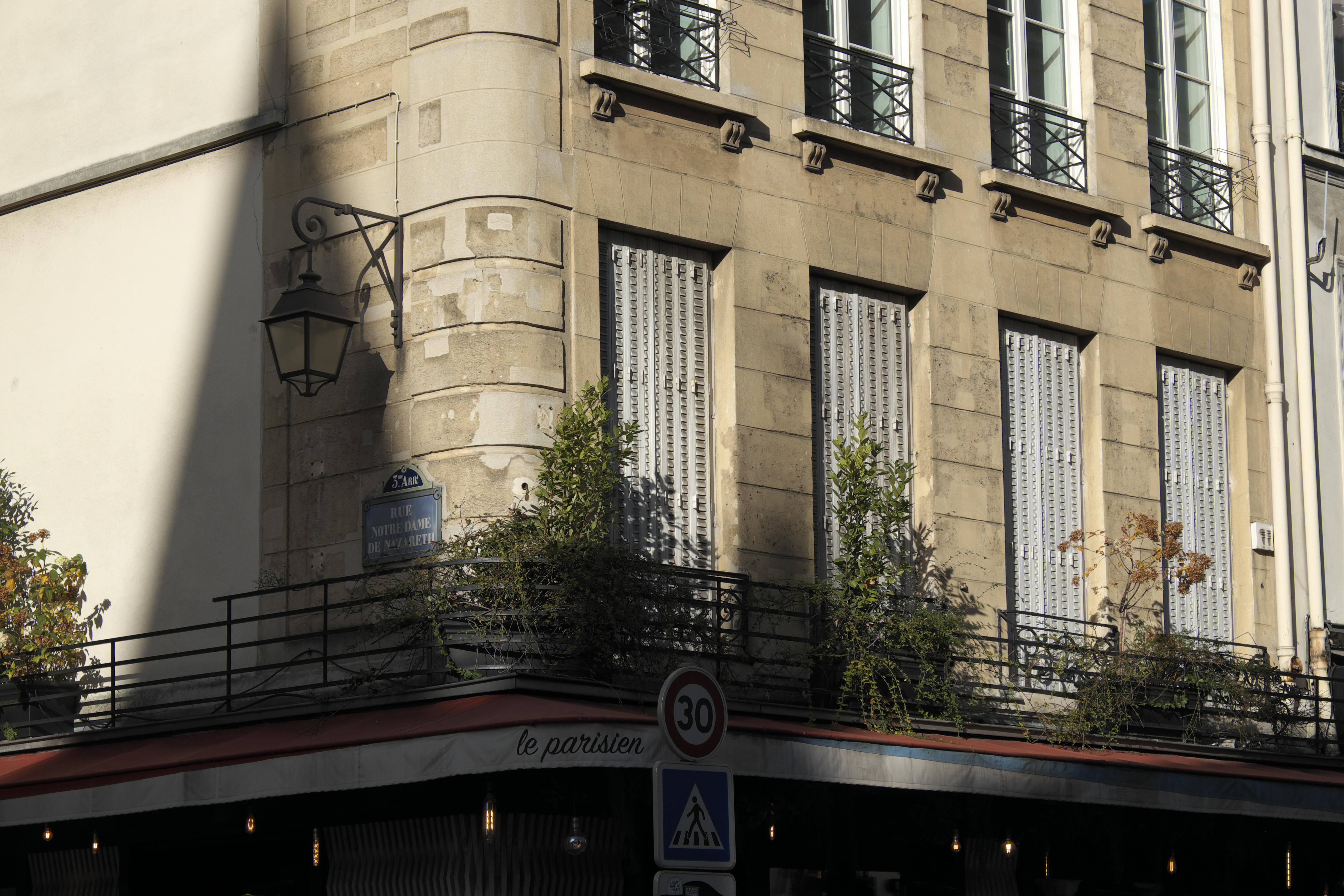
Angle de la rue de Turbigo.

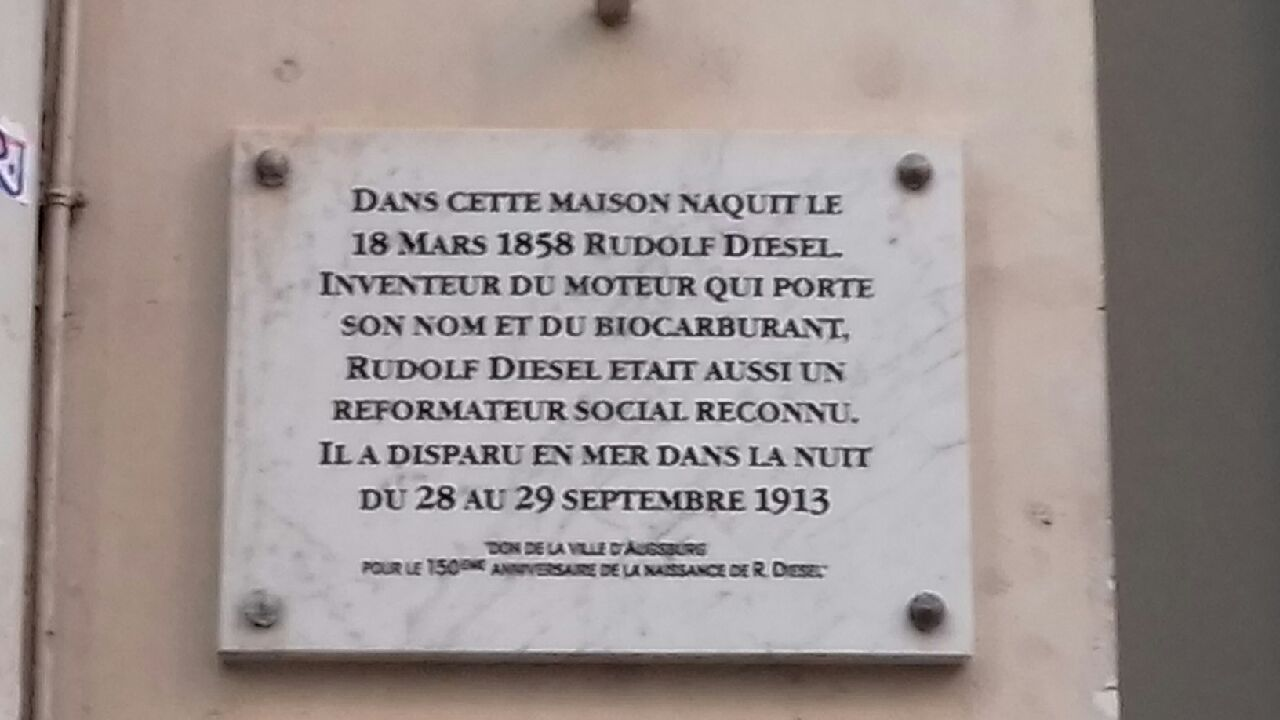
Plaque du n° 38, où naquit Rudolf Diesel.

En 1930, la ville de Paris renouvelle quasiment intégralement le pavage des rues, majoritairement en bois depuis les années 1880. Un petit fragment de la rue, au niveau du porche du n° 38, résiste à cette transition vers le pavage en pierre, et constitue aujourd'hui l'un des deux derniers vestiges du pavage en bois à Paris. 
En 1939, la station de métro Saint-Martin, qui desservait la rue, est fermée du fait de sa trop grande proximité avec ses voisines Strasbourg - Saint-Denis et République.

## Bâtiments remarquables et lieux de mémoire
- No  1 : la façade de l'enclos du Temple, détruite en 1667.
- No 15 : la synagogue Nazareth, construite par l'architecte Alexandre Thierry en 1851. C'est un exemple remarquable de la diffusion de l'orientalisme architectural à Paris dans les années 1840. Cet édifice d'Alexandre Thierry témoigne de la transition du style néo-roman vers un style inspiré par les tendances mauresques et hébraïques[21]. Il est bâti, à l'emplacement d'une ancienne synagogue en ruines, avec le concours du conseil municipal de Paris, qui vote le versement d'une aide à sa construction de cent mille francs en 1851[22]. Les ornementations, d'une rare finesse, sont rendus possibles grâce un effort financier collectif des fidèles[22].
- No 33 : résidence du peintre franco-russe Henri Axenfeld en 1853.
- No 38 : la maison natale de l'ingénieur Rudolf Diesel, né en 1858.
- No 38 : l'un des deux derniers pavages en bois de la capitale, datant de 1880.
- No 40 : le passage du Pont-aux-Biches, ouvert en 1881.
- No 40 : une fontaine Wallace.
- No 57 : débouché du passage du Vertbois.
- No 86-90 : siège du studio d'animation Xilam[23], depuis 2011.

## Sources
- Isabelle Dérens, Le Guide du promeneur. 3e arrondissement, Paris, Éditions Parisgramme, 1994.
- Eric Hazan, L'invention de Paris, Paris, Seuil, 2002.